# Gressittolus marginatus
Gressittolus marginatus är en kvalsterart som beskrevs av Balogh 1970. Gressittolus marginatus ingår i släktet Gressittolus och familjen Damaeolidae. Inga underarter finns listade i Catalogue of Life.